# Etiopia ai Giochi della XX Olimpiade
L'Etiopia partecipò ai Giochi della XX Olimpiade che si sono svolti a Monaco di Baviera dal 26 agosto all'11 settembre 1972, con una delegazione di 31 atleti impegnati in 3 discipline: atletica leggera, ciclismo e pugilato. Portabandiera fu il quarantenne Mamo Wolde, campione uscente nella maratona, alla sua quarta Olimpiade. Il bottino della squadra, alla sua quinta partecipazione ai Giochi, fu di due medaglie di bronzo, entrambe nell'atletica.

## Medaglie
| Medaglia | Nome          | Sport            | Evento      |
| -------- | ------------- | ---------------- | ----------- |
| Bronzo   | Miruts Yifter | Atletica leggera | 10000 metri |
| Bronzo   | Mamo Wolde    | Atletica leggera | Maratona    |